# Großer Preis von Jugoslawien (Motorrad)

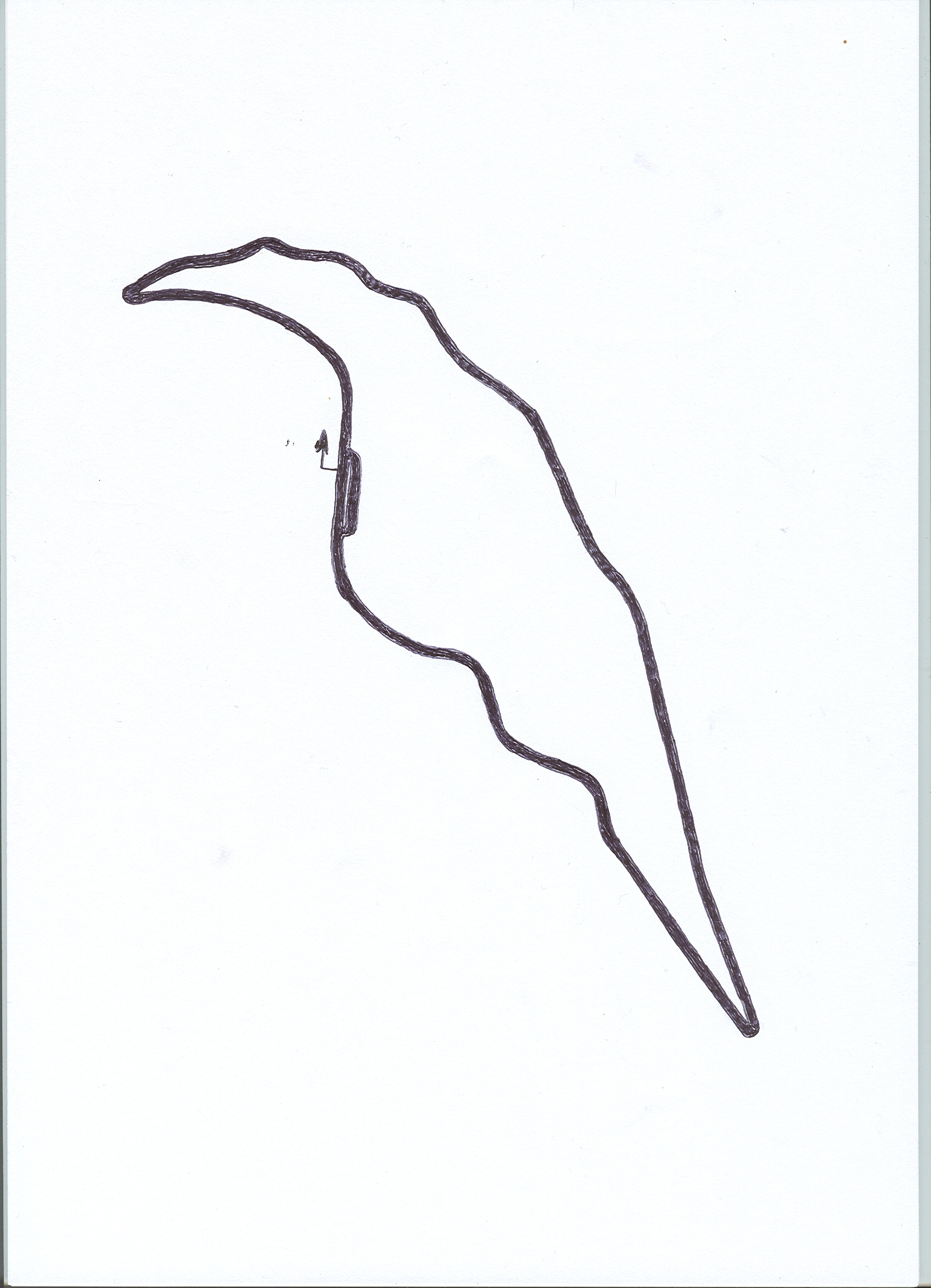
Streckengrafik der Rennstrecke von Opatija

Der Große Preis von Jugoslawien für Motorräder war ein Motorrad-Rennen, das zwischen 1960 und 1990 30 Mal ausgetragen wurde und zwischen 1969 und 1990 21 Mal zur Motorrad-Weltmeisterschaft zählte.

## Geschichte
Der Vorläufer des Großen Preises von Jugoslawien wurde 1946 auf dem Stadtkurs Preluk in einem Sportkomplex in Opatija als Lauf zur kroatischen Meisterschaft ausgetragen. 1947 zählte das Rennen erstmals zur jugoslawischen Meisterschaft. Im Jahr 1950 erhielt das Rennen den Namen Preis der Adria (Nagrada Jadrana) und wurde erstmals auch für ausländische Starter ausgeschrieben. 1960 wurde es zum Großen Preis der Adria (Velika Nagrada Jadrana). In den 1950er- und 1960er-Jahren trugen sich international erfolgreiche Piloten wie Nello Pagani, František Šťastný, Alano Montanari, Alfredo Milani, Florian Camathias, Fritz Hillebrand, Renzo Pasolini, Silvio Grassetti oder Luigi Taveri in die Siegerlisten ein.
Im Jahr 1969 erhielt der Große Preis der Adria erstmals WM-Status. 1971 wurde das Rennen wegen bürokratischer Schwierigkeiten nach einem Wechsel des Organisators nicht ausgetragen, 1972 erhielt es den Namen Großer Preis von Jugoslawien. Im Jahr 1973 wurde der Grand Prix nach mehreren schweren Unfällen bei den vorhergegangenen WM-Läufen und wegen der als gefährlich geltenden Strecke von Opatija von den Werksteams von Yamaha, Harley-Davidson und MV Agusta boykottiert.
Nach den tödlichen Unfällen von Ulrich Graf und Giovanni Ziggiotto im Jahr 1977 wurde das Rennen ab 1978 auf dem nahegelegenen, eigens für die Erhaltung des Grand Prix errichteten Automotodrom Grobnik bei Rijeka ausgetragen.
Im Jahr 1991 folgte das Aus für den Grand Prix von Jugoslawien. Das für den 16. Juni des Jahres geplante Rennen wurde wegen des ausbrechenden Jugoslawienkrieges abgesagt und durch den Großen Preis von Europa im spanischen Jarama ersetzt. Seitdem wurde nie wieder ein Großer Preis von Jugoslawien ausgetragen.

## Statistik

### Von 1960 bis 1968 (nicht im Rahmen der Motorrad-WM)
(gefärbter Hintergrund = Rennen im Rahmen der Motorrad-Europameisterschaft)
| Auflage | Jahr | Strecke | Klasse   | Sieger                                    |
| ------- | ---- | ------- | -------- | ----------------------------------------- |
| 1       | 1960 | Opatija | 125 cm³  | Hans Fischer (MZ)                         |
| 1       | 1960 | Opatija | 250 cm³  | Werner Musiol (MZ)                        |
| 1       | 1960 | Opatija | 350 cm³  | Hans Pesl (Norton)                        |
| 1       | 1960 | Opatija | 500 cm³  | Rudolf Gläser (Norton)                    |
| 1       | 1960 | Opatija | Gespanne | Jo Rogliardo / Marcel Godillot (BMW)      |
|         |      |         |          |                                           |
| 2       | 1961 | Opatija |          |                                           |
| 2       | 1961 | Opatija | 50 cm³   | Hans Georg Anscheidt (Kreidler)           |
| 2       | 1961 | Opatija | 125 cm³  | Werner Musiol (MZ)                        |
| 2       | 1961 | Opatija | 250 cm³  | Silvio Grassetti (Benelli)                |
| 2       | 1961 | Opatija | 350 cm³  | Silvio Grassetti (Benelli)                |
| 2       | 1961 | Opatija | 500 cm³  | Ron Miles (Norton)                        |
| 2       | 1961 | Opatija | Gespanne | Fritz Scheidegger / Horst Burkhardt (BMW) |
|         |      |         |          |                                           |
| 3       | 1962 | Opatija | 50 cm³   | Rajko Piciga (Tomos)                      |
| 3       | 1962 | Opatija | 125 cm³  | László Szabó (MZ)                         |
| 3       | 1962 | Opatija | 175 cm³  | Karel Bojer (ČZ)                          |
| 3       | 1962 | Opatija | 250 cm³  | František Šťastný (Jawa)                  |
| 3       | 1962 | Opatija | 350 cm³  | František Šťastný (Jawa)                  |
| 3       | 1962 | Opatija | 500 cm³  | František Šťastný (Jawa)                  |
| 3       | 1962 | Opatija | Gespanne | August Rohsiepe / Lothar Böttcher (BMW)   |
|         |      |         |          |                                           |
| 4       | 1963 | Opatija | 50 cm³   | Peter Eser (Honda)                        |
| 4       | 1963 | Opatija | 125 cm³  | Sven-Olof Gunnarsson (Honda)              |
| 4       | 1963 | Opatija | 250 cm³  | Pavel Slavíček (Jawa)                     |
| 4       | 1963 | Opatija | 350 cm³  | Pavel Slavíček (Jawa)                     |
| 4       | 1963 | Opatija | 500 cm³  | Sven-Olof Gunnarsson (Norton)             |
|         |      |         |          |                                           |
| 5       | 1964 | Opatija | 50 cm³   | Janko-Florijan Štefe (Tomos)              |
| 5       | 1964 | Opatija | 125 cm³  | Friedhelm Kohlar (MZ)                     |
| 5       | 1964 | Opatija | 250 cm³  | Morrie Low (Bultaco)                      |
| 5       | 1964 | Opatija | 350 cm³  | František Srna (Jawa)                     |
| 5       | 1964 | Opatija | 500 cm³  | Morrie Low (Norton)                       |
|         |      |         |          |                                           |
| 6       | 1965 | Opatija | 50 cm³   | Hans Georg Anscheidt (Kreidler)           |
| 6       | 1965 | Opatija | 125 cm³  | Karel Bojer (ČZ)                          |
| 6       | 1965 | Opatija | 250 cm³  | Gilberto Parlotti (Morini)                |
| 6       | 1965 | Opatija | 350 cm³  | Nikolaj Sevast'ânov (CKEB)                |
| 6       | 1965 | Opatija | 500 cm³  | Agne Carlsson (Matchless)                 |
|         |      |         |          |                                           |
| 7       | 1966 | Opatija | 50 cm³   | Rudolf Kunz (Kreidler)                    |
| 7       | 1966 | Opatija | 125 cm³  | Hartmut Bischoff (MZ)                     |
| 7       | 1966 | Opatija | 250 cm³  | Paolo Campanelli (Aermacchi)              |
| 7       | 1966 | Opatija | 350 cm³  | Renzo Pasolini (Aermacchi)                |
| 7       | 1966 | Opatija | 500 cm³  | Silvio Grassetti (Bianchi)                |
|         |      |         |          |                                           |
| 8       | 1967 | Opatija | 50 cm³   | Peter Eser (Honda)                        |
| 8       | 1967 | Opatija | 125 cm³  | László Szabó (MZ)                         |
| 8       | 1967 | Opatija | 250 cm³  | Luigi Taveri (Honda)                      |
| 8       | 1967 | Opatija | 350 cm³  | Silvio Grassetti (Benelli)                |
| 8       | 1967 | Opatija | 500 cm³  | Silvio Grassetti (Benelli)                |
|         |      |         |          |                                           |
| 9       | 1968 | Opatija | 50 cm³   | Rudolf Kunz (Kreidler)                    |
| 9       | 1968 | Opatija | 125 cm³  | László Szabó (MZ)                         |
| 9       | 1968 | Opatija | 250 cm³  | Silvio Grassetti (Benelli)                |
| 9       | 1968 | Opatija | 350 cm³  | Silvio Grassetti (Benelli)                |
| 9       | 1968 | Opatija | 500 cm³  | Giuseppe Mandolini (Moto Guzzi)           |

### Von 1969 bis 1972
| Auflage | Jahr | Strecke | Klasse  | Sieger                       | Zweiter                     | Dritter                       | Schn. Rennrunde              |
| ------- | ---- | ------- | ------- | ---------------------------- | --------------------------- | ----------------------------- | ---------------------------- |
| 10      | 1969 | Opatija | 50 cm³  | Paul Lodewijkx (Jamathi)     | Ángel Nieto (Derbi)         | Jan de Vries (Kreidler)       | Ángel Nieto (Derbi)          |
| 10      | 1969 | Opatija | 125 cm³ | Dieter Braun (Suzuki)        | Dave Simmonds (Kawasaki)    | Ryszard Mankiewicz (MZ)       | Dieter Braun (Suzuki)        |
| 10      | 1969 | Opatija | 250 cm³ | Kel Carruthers (Benelli)     | Gilberto Parlotti (Benelli) | Kent Andersson (Yamaha)       | Gilberto Parlotti (Benelli)  |
| 10      | 1969 | Opatija | 350 cm³ | Silvio Grassetti (Jawa)      | Gilberto Milani (Aermacchi) | František Šťastný (Jawa)      | Silvio Grassetti (Jawa)      |
| 10      | 1969 | Opatija | 500 cm³ | Godfrey Nash (Norton)        | Franco Trabalzini (Paton)   | Steve Ellis (Linto)           | Godfrey Nash (Norton)        |
|         |      |         |         |                              |                             |                               |                              |
| 11      | 1970 | Opatija | 50 cm³  | Ángel Nieto (Derbi)          | Aalt Toersen (Jamathi)      | Rudolf Kunz (Kreidler)        | Ángel Nieto (Derbi)          |
| 11      | 1970 | Opatija | 125 cm³ | Dieter Braun (Suzuki)        | Ángel Nieto (Derbi)         | Angelo Bergamonti (Aermacchi) | Ángel Nieto (Derbi)          |
| 11      | 1970 | Opatija | 250 cm³ | Santiago Herrero (OSSA)      | Kent Andersson (Yamaha)     | Rodney Gould (Yamaha)         | Kel Carruthers (Yamaha)      |
| 11      | 1970 | Opatija | 350 cm³ | Giacomo Agostini (MV Agusta) | Kel Carruthers (Benelli)    | Silvio Grassetti (Jawa)       | Giacomo Agostini (MV Agusta) |
| 11      | 1970 | Opatija | 500 cm³ | Giacomo Agostini (MV Agusta) | Ginger Molloy (Kawasaki)    | Roberto Gallina (Paton)       | Giacomo Agostini (MV Agusta) |
|         |      |         |         |                              |                             |                               |                              |
| 12      | 1972 | Opatija | 50 cm³  | Jan Bruins (Kreidler)        | Ángel Nieto (Derbi)         | Otello Buscherini (Malanca)   | Jan de Vries (Kreidler)      |
| 12      | 1972 | Opatija | 125 cm³ | Kent Andersson (Yamaha)      | Chas Mortimer (Yamaha)      | Harald Bartol (Suzuki)        | Ángel Nieto (Derbi)          |
| 12      | 1972 | Opatija | 250 cm³ | Renzo Pasolini (Aermacchi)   | Rodney Gould (Yamaha)       | Kent Andersson (Yamaha)       | Jarno Saarinen (Yamaha)      |
| 12      | 1972 | Opatija | 350 cm³ | János Drapál (Yamaha)        | Dieter Braun (Yamaha)       | Phil Read (MV Agusta)         | Giacomo Agostini (MV Agusta) |
| 12      | 1972 | Opatija | 500 cm³ | Alberto Pagani (MV Agusta)   | Chas Mortimer (Yamaha)      | Paul Eickelberg (König)       | Giacomo Agostini (MV Agusta) |

### Von 1973 bis 1990
| Auflage | Jahr | Strecke | Klasse   | Sieger                                 | Zweiter                           | Dritter                            | Pole-Position                          | Schn. Rennrunde                     |
| ------- | ---- | ------- | -------- | -------------------------------------- | --------------------------------- | ---------------------------------- | -------------------------------------- | ----------------------------------- |
| 13      | 1973 | Opatija | 50 cm³   | Jan de Vries (Kreidler)                | Ulrich Graf (Kreidler)            | Stefan Dörflinger (Kreidler)       | Jan de Vries (Kreidler)                | Jan de Vries (Kreidler)             |
| 13      | 1973 | Opatija | 125 cm³  | Kent Andersson (Yamaha)                | Chas Mortimer (Yamaha)            | Jos Schurgers (Bridgestone)        | Ángel Nieto (Morbidelli)               | Kent Andersson (Yamaha)             |
| 13      | 1973 | Opatija | 250 cm³  | Dieter Braun (Yamaha)                  | Silvio Grassetti (MZ)             | Roberto Gallina (Yamaha)           | Dieter Braun (Yamaha)                  | Dieter Braun (Yamaha)               |
| 13      | 1973 | Opatija | 350 cm³  | János Drapál (Yamaha)                  | Dieter Braun (Yamaha)             | John Dodds (Yamaha)                | Dieter Braun (Yamaha)                  | Dieter Braun (Yamaha)               |
| 13      | 1973 | Opatija | 500 cm³  | Kim Newcombe (König)                   | Steve Ellis (Yamaha)              | Gianfranco Bonera (Suzuki)         | Kim Newcombe (König)                   | Kim Newcombe (König)                |
|         |      |         |          |                                        |                                   |                                    |                                        |                                     |
| 14      | 1974 | Opatija | 50 cm³   | Henk van Kessel (Kreidler)             | Herbert Rittberger (Kreidler)     | Ulrich Graf (Kreidler)             | Julien van Zeebroeck (Kreidler)        | Julien van Zeebroeck (Kreidler)     |
| 14      | 1974 | Opatija | 125 cm³  | Kent Andersson (Yamaha)                | Ángel Nieto (Derbi)               | Henk van Kessel (Bridgestone)      | Kent Andersson (Yamaha)                | Kent Andersson (Yamaha)             |
| 14      | 1974 | Opatija | 250 cm³  | Chas Mortimer (Yamaha)                 | Patrick Pons (Yamaha)             | Dieter Braun (Yamaha)              | Bruno Kneubühler (Yamaha)              | Chas Mortimer (Yamaha)              |
| 14      | 1974 | Opatija | 350 cm³  | Giacomo Agostini (Yamaha)              | John Dodds (Yamaha)               | Dieter Braun (Yamaha)              | Giacomo Agostini (Yamaha)              | Giacomo Agostini (Yamaha)           |
|         |      |         |          |                                        |                                   |                                    |                                        |                                     |
| 15      | 1975 | Opatija | 50 cm³   | Ángel Nieto (Kreidler)                 | Rudolf Kunz (Kreidler)            | Aldo Pero (Kreidler)               | Eugenio Lazzarini (Piovaticci)         | Ángel Nieto (Kreidler)              |
| 15      | 1975 | Opatija | 125 cm³  | Dieter Braun (Morbidelli)              | Pierluigi Conforti (Morbidelli)   | Eugenio Lazzarini (Piovaticci)     | Eugenio Lazzarini (Piovaticci)         | Dieter Braun (Morbidelli)           |
| 15      | 1975 | Opatija | 250 cm³  | Dieter Braun (Yamaha)                  | Chas Mortimer (Yamaha)            | Patrick Pons (Yamaha)              | Otello Buscherini (Yamaha)             | Otello Buscherini (Yamaha)          |
| 15      | 1975 | Opatija | 350 cm³  | Pentti Korhonen (Yamaha)               | Otello Buscherini (Yamaha)        | Chas Mortimer (Yamaha)             | Otello Buscherini (Yamaha)             | Pentti Korhonen (Yamaha)            |
|         |      |         |          |                                        |                                   |                                    |                                        |                                     |
| 16      | 1976 | Opatija | 50 cm³   | Ulrich Graf (Kreidler)                 | Herbert Rittberger (Kreidler)     | Ángel Nieto (Bultaco)              | Ángel Nieto (Bultaco)                  | Herbert Rittberger (Kreidler)       |
| 16      | 1976 | Opatija | 125 cm³  | Pier Paolo Bianchi (Morbidelli)        | Henk van Kessel (AGV-Condor)      | Paolo Pileri (Morbidelli)          | Ángel Nieto (Bultaco)                  | Ángel Nieto (Bultaco)               |
| 16      | 1976 | Opatija | 250 cm³  | Dieter Braun (Yamaha)                  | Tom Herron (Yamaha)               | Olivier Chevallier (Yamaha)        | Takazumi Katayama (Yamaha)             | Gianfranco Bonera (Harley-Davidson) |
| 16      | 1976 | Opatija | 350 cm³  | Olivier Chevallier (Yamaha)            | Chas Mortimer (Yamaha)            | Takazumi Katayama (Yamaha)         | Tom Herron (Yamaha)                    | Olivier Chevallier (Yamaha)         |
|         |      |         |          |                                        |                                   |                                    |                                        |                                     |
| 17      | 1977 | Opatija | 50 cm³   | Ángel Nieto (Bultaco)                  | Ricardo Tormo (Bultaco)           | Patrick Plisson (ABF)              | Ángel Nieto (Bultaco)                  | Ángel Nieto (Bultaco)               |
| 17      | 1977 | Opatija | 125 cm³  | Pier Paolo Bianchi (Morbidelli)        | Ángel Nieto (Bultaco)             | Maurizio Massimiani (Morbidelli)   | Pier Paolo Bianchi (Morbidelli)        | Pier Paolo Bianchi (Morbidelli)     |
| 17      | 1977 | Opatija | 250 cm³  | Mario Lega (Morbidelli)                | Takazumi Katayama (Yamaha)        | Tom Herron (Yamaha)                | Michel Rougerie (Morbidelli)           | Mario Lega (Morbidelli)             |
| 17      | 1977 | Opatija | 350 cm³  | Takazumi Katayama (Yamaha)             | Jon Ekerold (Yamaha)              | Michel Rougerie (Yamaha)           | John Dodds (Yamaha)                    | Takazumi Katayama (Yamaha)          |
|         |      |         |          |                                        |                                   |                                    |                                        |                                     |
| 18      | 1978 | Rijeka  | 50 cm³   | Ricardo Tormo (Bultaco)                | Eugenio Lazzarini (Kreidler)      | Patrick Plisson (ABF)              | Eugenio Lazzarini (Kreidler)           | Ricardo Tormo (Bultaco)             |
| 18      | 1978 | Rijeka  | 125 cm³  | Ángel Nieto (Minarelli)                | Hans Müller (Morbidelli)          | Pierluigi Conforti (MBA)           | Thierry Espié (Motobécane)             | Patrick Plisson (Morbidelli)        |
| 18      | 1978 | Rijeka  | 250 cm³  | Gregg Hansford (Kawasaki)              | Toni Mang (Kawasaki)              | Kork Ballington (Kawasaki)         | Kork Ballington (Kawasaki)             | Toni Mang (Kawasaki)                |
| 18      | 1978 | Rijeka  | 350 cm³  | Gregg Hansford (Kawasaki)              | Gianfranco Bonera (Yamaha)        | Patrick Fernandez (Yamaha)         | Gregg Hansford (Kawasaki)              | Gregg Hansford (Kawasaki)           |
|         |      |         |          |                                        |                                   |                                    |                                        |                                     |
| 19      | 1979 | Rijeka  | 50 cm³   | Eugenio Lazzarini (Kreidler)           | Rolf Blatter (Kreidler)           | Hagen Klein (Hess Spezial)         | Eugenio Lazzarini (Kreidler)           | unbekannt                           |
| 19      | 1979 | Rijeka  | 125 cm³  | Ángel Nieto (Minarelli)                | Thierry Espié (Motobécane)        | Stefan Dörflinger (Morbidelli)     | Ricardo Tormo (Bultaco)                | unbekannt                           |
| 19      | 1979 | Rijeka  | 250 cm³  | Graziano Rossi (Morbidelli)            | Gregg Hansford (Kawasaki)         | Patrick Fernandez (Yamaha)         | Gregg Hansford (Kawasaki)              | unbekannt                           |
| 19      | 1979 | Rijeka  | 350 cm³  | Kork Ballington (Kawasaki)             | Pekka Nurmi (Yamaha)              | Sadao Asami (Yamaha)               | Gregg Hansford (Kawasaki)              | unbekannt                           |
| 19      | 1979 | Rijeka  | 500 cm³  | Kenny Roberts sr. (Yamaha)             | Virginio Ferrari (Yamaha)         | Franco Uncini (Suzuki)             | Kenny Roberts sr. (Yamaha)             | Kenny Roberts sr. (Yamaha)          |
|         |      |         |          |                                        |                                   |                                    |                                        |                                     |
| 20      | 1980 | Rijeka  | 50 cm³   | Ricardo Tormo (Kreidler)               | Stefan Dörflinger (Kreidler)      | Eugenio Lazzarini (Iprem)          | Ricardo Tormo (Kreidler)               | Ricardo Tormo (Kreidler)            |
| 20      | 1980 | Rijeka  | 125 cm³  | Guy Bertin (Motobécane)                | Hans Müller (MBA)                 | Loris Reggiani (Minarelli)         | Pier Paolo Bianchi (MBA)               | Guy Bertin (Motobécane)             |
| 20      | 1980 | Rijeka  | 250 cm³  | Toni Mang (Krauser)                    | Gianpaolo Marchetti (MBA)         | Sauro Pazzaglia (Ad Majora)        | Toni Mang (Krauser)                    | Toni Mang (Krauser)                 |
| 20      | 1980 | Rijeka  | Gespanne | Biland / Waltisperg (LCR-Yamaha)       | Michel / Burkhard (Seymaz-Yamaha) | Taylor / Johansson (Windle-Yamaha) | Michel / Burkhard (Seymaz-Yamaha)      | Michel / Burkhard (Seymaz-Yamaha)   |
|         |      |         |          |                                        |                                   |                                    |                                        |                                     |
| 21      | 1981 | Rijeka  | 50 cm³   | Ricardo Tormo (Bultaco)                | Stefan Dörflinger (Kreidler)      | Rolf Blatter (Kreidler)            | Stefan Dörflinger (Kreidler)           | Ricardo Tormo (Bultaco)             |
| 21      | 1981 | Rijeka  | 125 cm³  | Loris Reggiani (Minarelli)             | Pier Paolo Bianchi (MBA)          | Hans Müller (MBA)                  | Pier Paolo Bianchi (MBA)               | Pier Paolo Bianchi (MBA)            |
| 21      | 1981 | Rijeka  | 350 cm³  | Toni Mang (Kawasaki)                   | Jon Ekerold (Bimota-Yamaha)       | Carlos Lavado (Yamaha)             | Toni Mang (Kawasaki)                   | Toni Mang (Kawasaki)                |
| 21      | 1981 | Rijeka  | 500 cm³  | Randy Mamola (Suzuki)                  | Marco Lucchinelli (Suzuki)        | Kenny Roberts sr. (Yamaha)         | Marco Lucchinelli (Suzuki)             | Marco Lucchinelli (Suzuki)          |
|         |      |         |          |                                        |                                   |                                    |                                        |                                     |
| 22      | 1982 | Rijeka  | 50 cm³   | Eugenio Lazzarini (Garelli)            | Stefan Dörflinger (Kreidler)      | Ricardo Tormo (Bultaco)            | Stefan Dörflinger (Kreidler)           | Eugenio Lazzarini (Garelli)         |
| 22      | 1982 | Rijeka  | 125 cm³  | Eugenio Lazzarini (Garelli)            | Pier Paolo Bianchi (Sanvenero)    | Jorge Martínez (Garelli)           | Eugenio Lazzarini (Garelli)            | Eugenio Lazzarini (Garelli)         |
| 22      | 1982 | Rijeka  | 250 cm³  | Didier de Radiguès (Chevallier-Yamaha) | Paolo Ferretti (MBA)              | Jean-Louis Tournadre (Yamaha)      | Didier de Radiguès (Chevallier-Yamaha) | Jean-Louis Tournadre (Yamaha)       |
| 22      | 1982 | Rijeka  | 500 cm³  | Franco Uncini (Suzuki)                 | Graeme Crosby (Yamaha)            | Barry Sheene (Yamaha)              | Barry Sheene (Yamaha)                  | Franco Uncini (Suzuki)              |
|         |      |         |          |                                        |                                   |                                    |                                        |                                     |
| 23      | 1983 | Rijeka  | 50 cm³   | Stefan Dörflinger (Kreidler)           | Hans Spaan (Kreidler)             | Rainer Kunz (FKN-Kreidler)         | Eugenio Lazzarini (Garelli)            | Ricardo Tormo (Garelli)             |
| 23      | 1983 | Rijeka  | 125 cm³  | Bruno Kneubühler (MBA)                 | Maurizio Vitali (MBA)             | Stefano Caracchi (MBA)             | Fausto Gresini (Garelli)               | Bruno Kneubühler (MBA)              |
| 23      | 1983 | Rijeka  | 250 cm³  | Carlos Lavado (Yamaha)                 | Christian Sarron (Yamaha)         | Manfred Herweh (Real-Rotax)        | Didier de Radiguès (Chevallier-Yamaha) | Christian Sarron (Yamaha)           |
| 23      | 1983 | Rijeka  | 500 cm³  | Freddie Spencer (Honda)                | Randy Mamola (Suzuki)             | Eddie Lawson (Yamaha)              | Freddie Spencer (Honda)                | Freddie Spencer (Honda)             |
|         |      |         |          |                                        |                                   |                                    |                                        |                                     |
| 24      | 1984 | Rijeka  | 80 cm³   | Stefan Dörflinger (Zündapp)            | Hubert Abold (Derbi)              | Jorge Martínez (Derbi)             | Stefan Dörflinger (Zündapp)            | Stefan Dörflinger (Zündapp)         |
| 24      | 1984 | Rijeka  | 250 cm³  | Manfred Herweh (Real-Rotax)            | Christian Sarron (Yamaha)         | Jacques Cornu (Yamaha)             | Wayne Rainey (Yamaha)                  | Carlos Lavado (Yamaha)              |
| 24      | 1984 | Rijeka  | 500 cm³  | Freddie Spencer (Honda)                | Randy Mamola (Honda)              | Raymond Roche (Honda)              | Freddie Spencer (Honda)                | Freddie Spencer (Honda)             |
|         |      |         |          |                                        |                                   |                                    |                                        |                                     |
| 25      | 1985 | Rijeka  | 80 cm³   | Stefan Dörflinger (Krauser)            | Jorge Martínez (Derbi)            | Manuel Herreros (Derbi)            | Stefan Dörflinger (Krauser)            | Stefan Dörflinger (Krauser)         |
| 25      | 1985 | Rijeka  | 250 cm³  | Freddie Spencer (Honda)                | Carlos Lavado (Yamaha)            | Loris Reggiani (Aprilia-Rotax)     | Freddie Spencer (Honda)                | Freddie Spencer (Honda)             |
| 25      | 1985 | Rijeka  | 500 cm³  | Eddie Lawson (Yamaha)                  | Freddie Spencer (Honda)           | Wayne Gardner (Honda)              | Freddie Spencer (Honda)                | Eddie Lawson (Yamaha)               |
|         |      |         |          |                                        |                                   |                                    |                                        |                                     |
| 26      | 1986 | Rijeka  | 80 cm³   | Jorge Martínez (Derbi)                 | Stefan Dörflinger (Krauser)       | Ian McConnachie (Krauser)          | Jorge Martínez (Derbi)                 | Jorge Martínez (Derbi)              |
| 26      | 1986 | Rijeka  | 250 cm³  | Sito Pons (Honda)                      | Jean-François Baldé (Honda)       | Dominique Sarron (Honda)           | Carlos Lavado (Yamaha)                 | Carlos Lavado (Yamaha)              |
| 26      | 1986 | Rijeka  | 500 cm³  | Eddie Lawson (Yamaha)                  | Randy Mamola (Yamaha)             | Wayne Gardner (Honda)              | Randy Mamola (Yamaha)                  | Eddie Lawson (Yamaha)               |
|         |      |         |          |                                        |                                   |                                    |                                        |                                     |
| 27      | 1987 | Rijeka  | 80 cm³   | Jorge Martínez (Derbi)                 | Stefan Dörflinger (Krauser)       | Ian McConnachie (Krauser)          | Jorge Martínez (Derbi)                 | Gerhard Waibel (Krauser)            |
| 27      | 1987 | Rijeka  | 250 cm³  | Carlos Lavado (Yamaha)                 | Loris Reggiani (Aprilia-Rotax)    | Reinhold Roth (Honda)              | Carlos Lavado (Yamaha)                 | Carlos Lavado (Yamaha)              |
| 27      | 1987 | Rijeka  | 500 cm³  | Wayne Gardner (Honda)                  | Randy Mamola (Yamaha)             | Eddie Lawson (Yamaha)              | Wayne Gardner (Honda)                  | Wayne Gardner (Honda)               |
|         |      |         |          |                                        |                                   |                                    |                                        |                                     |
| 28      | 1988 | Rijeka  | 80 cm³   | Jorge Martínez (Derbi)                 | Peter Öttl (Krauser)              | Àlex Crivillé (Derbi)              | Jorge Martínez (Derbi)                 | Jorge Martínez (Derbi)              |
| 28      | 1988 | Rijeka  | 125 cm³  | Jorge Martínez (Derbi)                 | Ezio Gianola (Honda)              | Lucio Pietroniro (Honda)           | Jorge Martínez (Derbi)                 | Corrado Catalano (Aprilia)          |
| 28      | 1988 | Rijeka  | 250 cm³  | Sito Pons (Honda)                      | Joan Garriga (Yamaha)             | Dominique Sarron (Honda)           | Sito Pons (Honda)                      | Joan Garriga (Yamaha)               |
| 28      | 1988 | Rijeka  | 500 cm³  | Wayne Gardner (Honda)                  | Christian Sarron (Yamaha)         | Wayne Rainey (Yamaha)              | Christian Sarron (Yamaha)              | Christian Sarron (Yamaha)           |
|         |      |         |          |                                        |                                   |                                    |                                        |                                     |
| 29      | 1989 | Rijeka  | 80 cm³   | Peter Öttl (Krauser)                   | Manuel Herreros (Derbi)           | Stefan Dörflinger (Krauser)        | Stefan Dörflinger (Krauser)            | Peter Öttl (Krauser)                |
| 29      | 1989 | Rijeka  | 250 cm³  | Sito Pons (Honda)                      | Reinhold Roth (Honda)             | Jacques Cornu (Honda)              | Sito Pons (Honda)                      | Luca Cadalora (Yamaha)              |
| 29      | 1989 | Rijeka  | 500 cm³  | Kevin Schwantz (Suzuki)                | Wayne Rainey (Yamaha)             | Eddie Lawson (Honda)               | Kevin Schwantz (Suzuki)                | Wayne Rainey (Yamaha)               |
|         |      |         |          |                                        |                                   |                                    |                                        |                                     |
| 30      | 1990 | Rijeka  | 125 cm³  | Stefan Prein (Honda)                   | Loris Capirossi (Honda)           | Bruno Casanova (Honda)             | Jorge Martínez (JJ Cobas-Rotax)        | Doriano Romboni (Honda)             |
| 30      | 1990 | Rijeka  | 250 cm³  | Carlos Cardús (Honda)                  | John Kocinski (Yamaha)            | Martin Wimmer (Aprilia)            | John Kocinski (Yamaha)                 | Reinhold Roth (Honda)               |
| 30      | 1990 | Rijeka  | 500 cm³  | Wayne Rainey (Yamaha)                  | Kevin Schwantz (Suzuki)           | Niall Mackenzie (Suzuki)           | Wayne Rainey (Yamaha)                  | Wayne Rainey (Yamaha)               |
| 30      | 1990 | Rijeka  | Gespanne | Michel / Birchall (LCR-Krauser)        | Streuer / de Haas (LCR-Yamaha)    | Webster / Simmons (LCR-Krauser)    | Biland / Waltisperg (LCR-Krauser)      | Michel / Birchall (LCR-Krauser)     |

## Verweise